# Care (telefilme)
Care é um telefilme de drama britânico de 2018 dirigido por David Blair com roteiro de Gillian Juckes e Jimmy McGovern. O filme é estrelado por Sheridan Smith e Alison Steadman.

## Enredo
O filme conta a história de Jenny (Sheridan Smith) que precisa cuidar de sua mãe idosa depois que ela sofre um derrame e desenvolve demência.

## Elenco
- Sheridan Smith ... Jenny
- Sinead Keenan ... Claire
- Alison Steadman ... Mary
- Macy Shackleton ... Sophie
- Lola Shaw ... Lauren
- Gemma Dobson ... Bride
- Stephanie Bishop ... Recepcionista
- Steven Hillman ... Paciente
- Moey Hassan ... Atendente
- Anthony Flanagan ... Dave

## Recepção
Lucy Mangan do The Guardian, deu quatro de cinco estrelas ao filme, e disse que "a história de Jimmy McGovern irá agradar a muitos. E o desempenho de [Sheridan] Smith é o melhor de sua carreira até o momento".